# Ischnura ezoin
Ischnura ezoin – gatunek ważki z rodziny łątkowatych (Coenagrionidae). Endemit należącego do Japonii archipelagu Ogasawara.